# 26578 Cellinekim
26578 Cellinekim è un asteroide della fascia principale. Scoperto nel 2000, presenta un'orbita caratterizzata da un semiasse maggiore pari a 2,9922960 UA e da un'eccentricità di 0,0986025, inclinata di 9,88059° rispetto all'eclittica.